# Decemviri
Decemviri (łac. dziesięciu mężów) - kolegium urzędnicze w republice rzymskiej składające się z 10 członków, w latach 451 - 449 p.n.e. sprawujące najwyższą władzę w państwie.
W 452 p.n.e. plebejusze i patrycjusze porozumieli się w sprawie stworzenia dziesięcioosobowego kolegium, które miałoby zająć się kodyfikacją prawa. Kolegium decemvirów zostało powołane w roku 451 p.n.e. Ne jego czele stanęli wybrani na ten rok na konsulów Appius Claudius Crassus i Titus Genucius Augurinus. Decemvirom przekazano całkowitą władzę w państwie i pełnili oni kompetencje wszystkich urzędników państwowych. Co 10 dni każdy decemvir miał prawo do liktorów. Decemvirowie powołali wówczas komicja centurialne.
W roku 450 p.n.e. przedłużono na kolejny rok kadencję decemvirów. Dokonali oni wówczas kodyfikacji prawa (prawo dwunastu tablic).
W roku 449 p.n.e. decemvirowie bezprawnie przedłużyli swoją kadencję o kolejny rok. Zaczęli sprawować rządy tyrańskie i doczekali się przydomku dziesięciu Tarkwiniuszy. Zamordowanie jednego z plebejuszy i zgwałcenie dziewczyny imieniem Werginia przez Appiusa Claudiusa doprowadziło do zbrojnego powstania plebejuszy, w wyniku którego decemvirowie zostali obaleni.

## Skład kolegium decemvirów
451 p.n.e.
- Appius Claudius Crassus Inregillensis Sabinus, konsul;
- Titus Genucius Augurinus, konsul;
- Titus Veturius Crassus Cicurinus;
- Gaius Iulius Iullus;
- Aulus Manlius Vulso;
- Servius Sulpicius Camerinus Cornutus;
- Publius Sestius Capito Vaticanus;
- Publius Curiatius Fistus Trigeminus;
- Titus Romilius Rocus Vaticanus;
- Spurius Postumius Albus Regillensis

450 i 449 p.n.e.
- Appius Claudius Crassus Inregillensis Sabinus;
- Marcus Cornelius Maluginensis;
- Marcus Sergius Esquilinus;
- Lucius Minucius Esquilinus Augurinus;
- Quintus Fabius Vibulanus;
- Quintus Poetelius Libo Visolus;
- Titus Antonius Merenda;
- Caeso Duillius Longus;
- Spurius Oppius Cornicen;
- Manius Rabuleius